# Француски институт
 Француски институт  (фр. Institut Français, EPIC); је јавна, комерцијална установа под надзором Министарствa спољних и европских послова  (фр. Ministère de l’Europe et des Affaires) и Министарства културе (фр. Ministère de la Culture), основан да промовише француску културу, језик и културне разноликости, као и да блиско сарађује са француском културном мрежом у иностранству ради њеног ширења. Француска влада (фр. Gouvernement de la République française), је поверила Француском институту да промовише француску културу у иностранству, кроз уметничку размену у: Сценским уметностима, визуелним уметностима, архитектури, као и ширење француске књижевности, филма, технологије и идеја, широм света. Институт блиско сарађује са француском културном мрежом у иностранству па је у том циљу развио и свој програм за ширење културе.

## Историја
Првобитни Институт покренут је 1907. године под називом Француски институт у Фиренци (фр. Institut français de Florence) од стране Министарства спољних послова  ради промовисања француске, франкофоне и локалне културе. Садашњи Француски Институт, заменио је пројекат Културе Француске (фр. Culturesfrance) 2011. године и постао кровна организација свих француских културних пројеката са проширеним обимом рада и већим средствима, Уредбом владе бр. 2010-1695 од 30. децембра 2010. године, као допунe закона који се односи на спољшње деловање државе (усвојеног 12. јула 2010. године).
 Историјски гледано, Француски институти, у првој половини 20. века, настали су захваљујући ангажовању универзитетских установа, док су Француски културни центри, формирани директно од Француске државе, углавном настали касније, у другој половини 20. или почетком 21. века. Ова разлика данас више не постоји и културни центри сада носе назив Француски институт. Првобитни, Француски институт у Фиренци, био је први институт који је 1907. године основао Жилијен Лушер (фр. Julien Luchaire), уз помоћ Факултета за књижевност у Греноблу (фр. Faculté des lettres de Grenoble). Касније ће уследити и други институти у: Атини 1907, Барселони и Напуљу 1919. године, при чему ће они дати велики допринос у изградњи дубљих културних веза између Француске и ових земаља. Данас, Француски институт у сарадњи са француском културном мрежом у иностранству, сачињава 98 Института и 386 организација Алијанс франсез (фр. Alliance française), у целом свету. Прво француско културно удружење у Београду основано је 1920. године под називом Друштво пријатеља Француске (фр. Société des amis de la France), познато и као Француски клуб (фр. Club français), где су се окупљали љубитељи француске културе и језика. Педесетих година двадесетог века (1951. године), у Београду, у тадашњој ФНРЈугославији, је  отворена  читаоница Француског културног центра у Београду (фр. Centre Culturel Français de Belgrade), у палати Унион (фр. Union), некадашњем седишту француског осигуравајућег друштва Унион. Француски културни центар отворио је своја представништва и у Нишу 2003. године и  Новом Саду 2004. године. Француски културни центар је 2011. године преименован у Француски институт у Србији, са седиштем у: Београду (Француски институт у Београду), Нишу и Новом Саду.

## Мисија, циљ и финансирање
Француски институт спроводи своју мисију кроз пријем страних културних мисија, организацијом фестивала и сарадњом са земљама југа, укључујући и обезбеђивање управљања Фондом за кинематографију југа (фр. Fonds Sud cinéma), у партнерству са Националним центром за кинематографију и покретне слике (фр. Centre national du cinéma et de l'image animée). Такође обезбеђује обуку за новоформиране мисије и професионализацију особља међународне француске културне мреже. Све филијале Француског института су установе у оквиру Министарство спољних и европских послова, одговорне за унапређење културне, интелектуалне и аудио-визуелне сарадње између професионалаца и представљање савременог француског и франкофоног стваралаштва најширем аудиторијуму (укључујући и младе), као и да промовише француско високо образовање страним студентима и наставницима уз комплетан спектар наставе француског језика. Институти генерално имају, у оквиру француских амбасада (од којих зависе), статус установе са финансијском аутономијом која нема правни субјективитет. На челу института је директор који има статус службеника одговорног за располагање средстима буџета (који је делом додељен установи од Министарства спољних послова а делом су сопствена средства), уз резервни фонд који није ограничен само на једну годину (што омогућава финансирање вишегодишњих програма). Институти се финансирају углавном (или делимично) из сопствених прихода, прикупљених кроз понуду курсева француског као страног језика као и од покровитељства. Учинак финансирања, које је француска држава обезбедила за одржавање ове мреже (оперативни трошкови, трошкови особља) се процењују од случаја до случаја, према ефекту деловања. Цео француски систем културне сарадње у иностранству је покривен процедурама управљачке контроле које омогућавају да се квантитативно (и у мањој мери квалитативно), процени однос трошкова и ефикасности овог система. Правци деловања Института су дефинисане уговором о циљевима и учинку. Уговором су одређена четири стратешке правца: 
- подршка утицају културе као и културних и креативних индустрија француске и француског говорног подручја;
- промовисање француског језика и подршка језичким центрима;
- ојачавање партнерског приступа у служби међународног развоја;
- наставак модернизације управљања установом.

Данас су Француски институти од суштинског значаја за развој мреже сарадње између професионалаца из области културе и наставе, као и за промоцију културне и језичке разноликости. 

## Списак француских института у Европи
| Држава               | Француски институт                         | Град |
| -------------------- | ------------------------------------------ | --- |
| Aустрија             | Француски институт у Aустрији              | Беч, Инсбрук |
| Босна и Херцеговина  | Француски институт у Босни и Херцеговини   | Бања Лука, Мостар, Сарајево, Тузла |
| Бугарска             | Француски институт у Бугарској             | Варна, Софија |
| Ватикан              | Француски институт - Центар Сан Луи        | Рим |
| Грчка                | Француски институт у Грчкој                | Атина, Лариса, Ливадија, Патрас, Солун |
| Данска               | Француски институт у Данској               | Копенхаген |
| Естонија             | Француски институт у Естонији              | Талин |
| Италија              | Француски институт у Италији               | Милано, Напуљ, Палермо, Рим, Фиренца |
| Кипар                | Француски институт на Кипру                | Никозија |
| Летонија             | Француски институт у Летонији              | Рига |
| Литванија            | Француски институт у Литванији             | Виљнус |
| Луксембург           | Француски институт у Луксембургу           | Луксембург |
| Мађарска             | Француски институт у Мађарској             | Будимпешта |
| Немачка              | Француски институт у Немачкој              | Ахен, Берлин, Бон, Бремен, Дрезден, Дизелдорф, Ерфурт, Есен, Келн, Лајпциг, Магдебург, Мајнц, Минхен, Франкфурт на Мајни, Хајделберг, Хамбург, Штутгарт |
| Норвешка             | Француски институт у Норвешкој             | Осло, Ставангер |
| Пољска               | Француски институт у Пољској               | Краков, Варшава |
| Португалија          | Француски институт у Португалији           | Лисабон |
| Румунија             | Француски институт у Румунији              | Букурешт, Јаши, Клуж, Темишвар |
| Русија               | Француски институт у Русији                | Москва, Санкт Петербург |
| Северна Македонија   | Француски институт у Северној Македонији   | Скопље |
| Словачка             | Француски институт у Словачкој             | Братислава |
| Словенија            | Француски институт у Словенији             | Љубљана |
| Србија               | Француски институт у Србији                | Београд, Ниш, Нови Сад |
| Турска               | Француски институт у Турској               | Анкара, Измир, Истанбул |
| Уједињено Краљевство | Француски институт у Уједињеном Краљевству | Лондон |
| Уједињено Краљевство | Француски институт у Шкотској              | Единбург |
| Украјина             | Француски институт у Украјини              | Кијев |
| Финска               | Француски институт у Финској               | Хелсинки |
| Холандија            | Француски институт у Холандији             | Амстердам, Гронинген |
| Хрватска             | Француски институт у Загребу               | Загреб |
| Црна Гора            | Француски институт у Црној Гори            | Подгорица |
| Чешка                | Француски институт у Чешкој                | Праг |
| Шведска              | Француски институт у Шведској              | Стокхолм |
| Шпанија              | Француски институт у Шпанији               | Барселона, Билбао, Мадрид, Сарагоса |